# エネルギーフォーラム小説賞
エネルギーフォーラム小説賞（エネルギーフォーラムしょうせつしょう）は、株式会社エネルギーフォーラムが主催する、公募の新人文学賞である。

## 概要
エネルギー・環境（エコ）・科学に関わる日本語で書かれた自作未発表の作品を募集している。ジャンル、フィクション・ノンフィクション、プロ・アマチュアは問わない。原稿の分量は、12万字程度（原稿用紙換算で300枚程度）と規定されている。受賞作には賞状と賞金50万円が贈呈される（複数受賞の場合は分割される）。受賞作の単行本・文庫本がエネルギーフォーラムより出版される。

## 受賞作一覧
年は受賞作の発表の年。
| 回（年）        | 賞         | 受賞作                             | 著者       | 初刊       | 文庫化     |
| --------------- | ---------- | ---------------------------------- | ---------- | ---------- | ---------- |
| 第1回（2014年） | 大賞       | 「救いの声はラジオから」           | 昭島瑛子   | 2015年3月  |            |
| 第2回（2015年） | 大賞       | 「筑豊ララバイ」                   | 中島晶子   | 2016年3月  |            |
| 第3回（2016年） | 受賞作なし | 受賞作なし                         | 受賞作なし | 受賞作なし | 受賞作なし |
| 第4回（2017年） | 大賞       | 「合理的に達成できる範囲で低く」   | 松崎忠男   | 2018年3月  |            |
| 第5回（2018年） | 大賞       | 「M&A神アドバイザーズ」            | 山本貴之   | 2019年3月  |            |
| 第6回（2019年） | 大賞       | 「総理の決断―プロジェクトX原子力」 | 大塚千久   | 2020年3月  |            |
| 第7回（2020年） | 大賞       | 「掌（たなごころ）を空に」         | 青木ゆうか | 2021年4月  |            |
| 第8回（2021年） | 大賞       | 「柿の隣に実るもの」               | 香名山はな | 2022年4月  |            |

## 選考委員
- 第1回 - ：鈴木光司、高嶋哲夫、田中伸男